# Variations on a Theme (Om)
Variations on a Theme è il primo album del gruppo doom metal statunitense Om.

## Tracce
1. On the Mountain at Dawn – 21:16
2. Kapila's Theme – 11:56
3. Annapurna – 11:52

## Formazione
- Al Cisneros - voce, basso
- Chris Hakius - batteria, percussioni